# Заскальная
Заскальная — группа палеолитических стоянок аккайской мустьерской культуры на востоке Крыма, Белогорский район.

## Описание
Заскальная VI — одна из десяти стоянок неандертальцев, раскопанных Ю. Колосовым в 1969—1985 гг. в гротах Красной балки у живописной скалы Ак-Кая вблизи г. Белогорск. Памятник имеет шесть культурных слоев эпохи Мустье, перекрытых глыбами разрушенного козырька грота. Найденные кости свидетельствуют, что посреди грота охотились на мамонтов, бизонов, диких лошадей и ослов, гигантских и северных оленей, сайгаков. В третьем слое стоянки обнаружены разрозненные кости нескольких детей и подростков неандертальцев, часть из которых, возможно, представляла собой останки разрушенного коллективного захоронения.
Культурные горизонты достопримечательности содержат большое количество изделий из кремня. Только во втором слое найдено более 3000 орудий, не считая тысяч отщепов. Среди нуклеусов преобладали протопризматические, дискообразные. В большом количестве представлены двусторонне обработанные остроконечники, скребла, а также ножи со спинкой, характерные для так называемой аккайской мустьерской культуры среднего палеолита Крыма.
Находки в Заскальной VI относят к культуре Мустье.
Возле села Вишенное в балке Красной, по правому берегу реки Биюк-Карасу на стоянке Заскальная VI (Колосовская) в слое III (радиоуглеродные некалиброванные даты — от 35 до 38 тыс. лет) обнаружен фрагмент птичьей кости с насечками. Предполагается, что изготовленная аккайскими неандертальцами лучевая кость (os radius) ворона вида Corvus corax, как и изделие из грифельной кости лошади из слоя IIIa, представляет собой фрагмент проколки или шила, либо является частью безушковой иглы.